# 永顺公主
永顺公主（?—?），唐朝公主，是中国唐朝第十一代皇帝唐宪宗李纯的十八个女儿之一。她的生母不详，史书仅仅记载了她的封号永顺公主、永顺公主嫁给了刘弘景。去世时间不详。